# Gistola
De Gistola (Georgisch: გისტოლა) is een een bergtop van 4860 meter boven zeeniveau in de Grote Kaukasus, gelegen in de bergkam van de Grote Kaukasus op de grens van Georgië (Svanetië) en de Russische deelrepubliek Kabardië-Balkarië. De berg bestaat uit graniet uit het Paleozoïcum. De hellingen zijn bedekt met gletsjers.
De Gistola ligt in de zogenaamde Bezengimuur, een ongeveer twaalf kilometer onderdeel van de centrale bergkam van de Grote Kaukasus tussen de Lalveri en Sjchara, die letterlijk een "muur" vormt tussen Rusland en Georgië. 